# Lissonota flavovariegata
Lissonota flavovariegata är en stekelart som först beskrevs av Lucas 1849.  Lissonota flavovariegata ingår i släktet Lissonota och familjen brokparasitsteklar. Inga underarter finns listade i Catalogue of Life.